# 宁条梁镇
宁条梁镇，是中华人民共和国陕西省榆林市靖边县下辖的一个乡镇级行政单位。

## 行政区划
宁条梁镇下辖以下地区：
宁条梁镇社区、老庄村、大滩村、庙畔村、柳一村、柳二村、柳三村、黄蒿塘村、西园则村和尚德村。